# Autobésité
L'obésité automobile, obésité des voitures ou autobésité, est la tendance contemporaine à l'augmentation de la taille et de la masse des automobiles,. La masse moyenne des voitures vendues en Europe a augmenté de 21 % entre 2001 et 2022.

## Conséquences
Parmi les conséquences d'une plus grande taille et d'une masse accrue des voitures, on trouve :
- une qualité de l'air plus médiocre, même avec des véhicules électriques, car les véhicules plus lourds ont une consommation d'énergie plus élevée et libèrent plus de particules provenant des pneus et des freins[4],[5] ;

- une moindre sécurité routière, car les véhicules plus lourds ont une plus grande énergie cinétique et les véhicules plus hauts ont plus de chances de heurter les piétons à la tête et au torse, voire de ne pas pouvoir repérer les petits enfants qui se trouvent en dessous de l'angle de vision du conducteur. De plus, les véhicules plus grands ont plus de risques d'écraser des piétons en raison d'une visibilité réduite lors des virages[6]. Des tests réalisés par le Centre de sécurité routière de l’Université du Nebraska ont conclu que les actuelles glissières de sécurité des autoroutes ne sont pas conçues pour résister au poids des gros modèles électriques qui embarquent des centaines de kilogrammes de batteries ;

- une consommation accrue de carburant (alors qu'il semble, depuis plusieurs années, techniquement possible de produire des voitures ne consommant pas plus de 2 litres aux 100 km)[7] ou un poids accru de batteries dans le cas des véhicules électriques. Dans le cas des moteurs thermiques, globalement plus le véhicules est lourd, et plus il roule vite, plus sa contribution (directe et indirecte) au émissions de gaz à effet de serre est importante[8], et cette contribution augmente de manière non linéaire[9],. Et selon les données disponibles au début des années 2022, « les objectifs français de réduction des gaz à effet de serre ne pourront pas être tenus en se contentant de remplacer les voitures thermiques par des voitures électriques. Il faudra réduire la masse des véhicules, limiter la capacité des batteries et en décarbonner la production, prolonger la durée de vie des véhicules et en intensifier l’usage et choisir des modes frugaux pour la plupart des déplacements quotidiens »[9]. Selon Frédéric Héran et Arnaud Sivert (2022), respectivement chercheurs à l'Université de Lille et à l'Université de Picardie Jules Verne,  dans la Revue Transports urbains : « Malgré une amélioration sensible de l’efficacité énergétique de leurs voitures, les industriels de l’automobile n’ont fait en réalité que très peu d’efforts. Pour véritablement progresser, il faudra développer à l’avenir des véhicules beaucoup moins lourds, bien moins rapides et plus aérodynamiques »[10]

- des problèmes de stationnement, gênant les autres usagers quand les véhicules sont trop longs, voire trop larges, pour les emplacements de stationnement standards[11] ;

- une consommation accrue d'espace public, favorisant des villes plus étalées et renforçant la dépendance à l'énergie et à l'automobile[12].

## Explications
Un conducteur individuel peut choisir une voiture plus grande pour sa sécurité personnelle, pour disposer de plus d'espace ou pour le confort. Cependant, une voiture plus grande représente une menace pour la sécurité des autres usagers, ce qui les inciterait également à opter pour des voitures plus grandes, créant ainsi un cercle vicieux.

## Mesures gouvernementales pour contrer l'auto-obésité
- À partir de 2024, Paris imposera des tarifs de stationnement plus élevés pour les SUV[14].

- Un rapport du Parlement européen de 2023 propose la création d'un nouveau permis de conduire de "catégorie B+" pour les voitures pesant plus de 1 800 kg[15].